# Amalie Vanotti

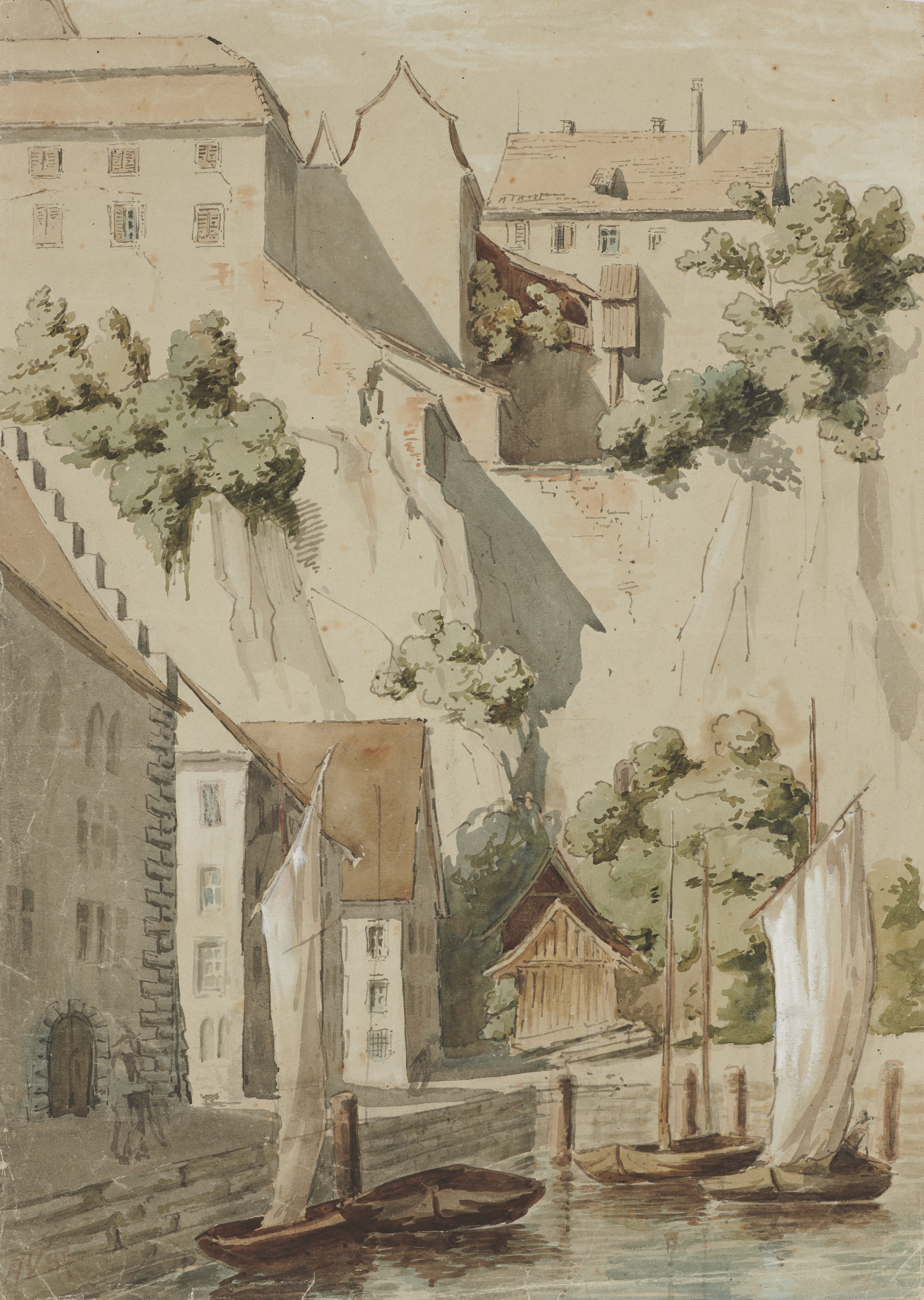
peinture Amalie Vanotti, 1891

Amalie Vanotti est une peintre badoise.

## Biographie

### Enfance et formation
Elle est l'élève d'Anton Seder (de).